# Sprutmästarens gård

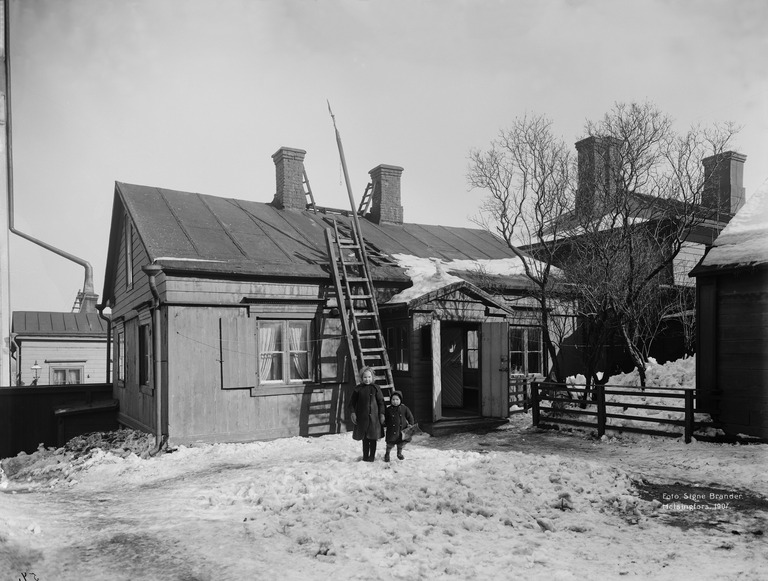
Sprutmästarens hus, foto av Signe Brander 1907.

Sprutmästarens gård (finska: Ruiskumestarin talo) är ett finländskt lokalhistoriskt museum i Helsingfors.
Sprutmästarens gård ligger i Kronohagen och är det äldsta trähuset på ursprunglig plats i Helsingfors innerstad. Det uppfördes av sjömansänkan Kristina Wörtin och stod färdigt 1818. Det ursprungligen rödfärgade, men senare ockragula, envåningshuset köptes av sprutmästaren Alexander Wickholm som bostadshus 1859 och har återställts av Helsingfors stadsmuseum för att presentera en bostad från 1860-talet. Fastigheten består idag av bostadshuset och en ekonomibyggnad, men till 1905 fanns också stall, ladugård, vagnslider och vedbod.
Huset såldes av Alexander Wickholms dotterdotter Martta Bröyer till Helsingfors stad 1974 och öppnades som museum 1980. Det renoverades senast år 2016-2017.